# Tapan

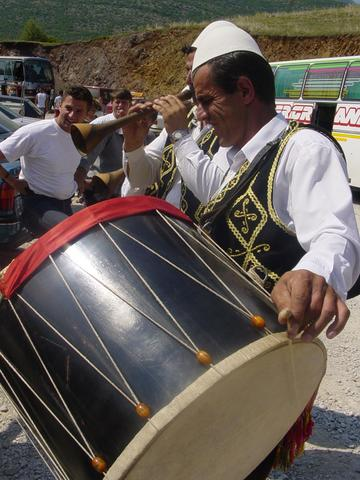
Albanische Musiker im Kosovo mit einer Trommel (lodra, daullja oder tupan) und zwei Kegeloboen (surla oder curla)

Tapan (kyrillisch тъпан, Plural tapani), tápan, auch tupan, topan, ist eine zweifellige Zylindertrommel, die in Bulgarien, Nordmazedonien, Serbien, Kosovo, Albanien und Griechenland gespielt wird. Die Form mit W-förmig verspannten Membranen und die Spielweise gehen auf die in osmanischer Zeit eingeführte davul zurück. Die orientalische Herkunft der tapan zeigt sich vor allem im Zusammenspiel mit dem Doppelrohrblattinstrument (Kegeloboe) zurla. Die anatolische Ensembletradition davul-zurna wurde vermutlich von Roma vor dem 14. Jahrhundert auf dem Balkan eingeführt, wo das Duo meist als tapan-zurla bekannt ist. Auf einem Fresko in der Kirche des Klosters Morača aus dem 16. Jahrhundert ist die bis heute übliche Besetzung mit einer Trommel und zwei Kegeloboen abgebildet. Daneben spielen professionelle Musiker die tapan bei Familienfeiern auch zusammen mit dem Dudelsack gajda oder anderen Melodieinstrumenten.

## Herkunft und Verbreitung

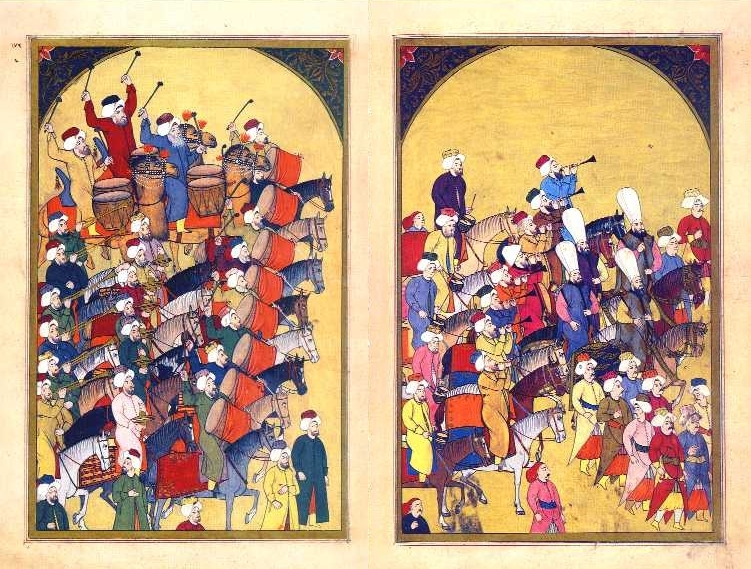
Osmanische Militärkapelle Mehterhâne mit Zylindertrommeln davul und Kesseltrommeln kūs. Miniaturmalerei im Surname-i Vehbi von 1720

Da aus Mesopotamien und aus der europäischen Antike keine Zylindertrommeln mit W-förmigen Spannschnüren bekannt sind, mehrere zweifellige Trommeltypen mit Schnürriemen aber in der altindischen Literatur des 1. Jahrtausends v. Chr. erwähnt werden, ist es nach verbreiteter Ansicht naheliegend, eine Ausbreitung dieser Trommeln von Südasien westwärts anzunehmen. Am zentralindischen Stupa von Sanchi zeigt ein Steinrelief aus dem 1. Jahrhundert v. Chr. zylindrische und fassförmige Trommeln mit Schnurverspannung. Die erste Darstellung einer W-förmigen Verspannung an einer Zylindertrommel fand man an der buddhistischen Kultstätte von Garhwa (bei Prayagraj) vom Anfang des 5. Jahrhunderts. Entsprechend steht der Name der türkischen davul über Persisch duhul mit tavil (südindische Fasstrommel), davula (Zylindertrommel in Sri Lanka) und ferner mit den nordindischen Trommeln dhol und dholki in Verbindung. Die Gemeinsamkeit erstreckt sich darüber hinaus auf das häufige Zusammenspiel dieses Trommeltyps mit einem Doppelrohrblattinstrument vom Typ surnay (Kegeloboe) und die Verwendung unterschiedlich großer und schwerer Schlägel für beide Membrane. Solche Ensemblebesetzungen sind bis Ost- und Südostasien verbreitet. Ob es jedoch, wie türkische Volkskundler vermutet haben, einen Zusammenhang zwischen der Verwendung von Trommeln bei schamanistischen Praktiken in Zentralasien und dem Einsatz der davul in der türkischen Volksmusik gibt, ist nach Laurence Picken (1975) zweifelhaft, zumal weil als Schamanentrommeln üblicherweise einfellige Rahmentrommeln dienten.
Gemäß dem osmanischen Schriftsteller Evliya Çelebi (1611–1683) war der erste Osmane, der davul spielte, Sultan Orhan Gazi (reg. 1326–1359). Çelebi erwähnt das allgemeine Wort für Trommel, tabl, und fügt hinzu, dass zuvor schon dessen Vater Osman I. (reg. 1288–1326) zu den Trommelschlägen einer Militärtrommel davul als Prinz ernannt worden war.
Die Varianten der tapan werden allgemein als Abkömmlinge der davul aufgefasst. Die Kenntnisse über Musikinstrumente der Slawen auf dem Balkan vom 10. bis zur Mitte des 19. Jahrhunderts stammen mehrheitlich von Malereien in Kirchen und Klöstern. Abbildungen ab dem Anfang des 14. Jahrhunderts, als der Balkan zum byzantinischen Reich gehörte, zeigen Zylindertrommeln mit W-förmiger Verschnürung, V-förmigen Schnarrsaiten unter einem Fell und einen gekrümmten Schlägel. Die früheste bekannte Abbildung aus dem Jahr 1294 befindet sich in der Kirche Sveti Bogoroditsa Peribleptos in Ohrid, eine Abbildung von 1307 ist aus der Kathedrale Bogorodica Ljeviška in Prizren bekannt, weitere derartige Trommeldarstellungen im christlichen Kontext enthalten die Georgskirche (1318) des Dorfes Staro Nagorichino in Nordmazedonien, das serbische Kloster Visoki Dečani (1335) im Kosovo und das Kloster Lesnovo (1349) im gleichnamigen Dorf in Nordmazedonien. Nach den datierten ikonographischen Belegen war die zweifellige, W-förmig verschnürte Zylindertrommel auf dem Balkan bereits vor der militärischen Eroberung durch die Osmanen gebräuchlich, die 1389 aus der Schlacht auf dem Amselfeld siegreich hervorgingen. Als erster entwickelte Felix Hoerburger (Der Tanz mit der Trommel, 1954) hieraus die Hypothese, dass die asiatische Spieltradition von Kegeloboe und zweifelliger Trommel, die während des Sultanats der Seldschuken in Anatolien unter dem Namen tümrük bekannt war, zusammen mit der Einwanderung von Roma vor dem 14. Jahrhundert, also noch in byzantinischer Zeit, auf dem Balkan eingeführt wurde. Mehrere Autoren, darunter Laurence Picken (1975, S. 103) und Rudolf Brandl (1996, S. 15f), folgten dieser Einschätzung.
Auf dem Fresko in Bogorodica Ljeviška (1307) gehört die Zylindertrommel in der Szene der Entschlafung Mariens zu einer weiblichen Musikgruppe, die außerdem ein Psalterium, eine Harfe, eine Laute und Zimbeln spielt. Lediglich die erkennbare W-Verspannung der Trommel könnte auf die orientalische Herkunft hinweisen, die übrigen Instrumente und ihre Anordnung verweisen dagegen auf Vorbilder in byzantinischen Manuskripten aus dem 11. Jahrhundert. Darin sind nur Trommeln ohne W-Verspannung abgebildet. Bei den Darstellungen in den Kirchen Bogoroditsa Peribleptos, Staro Nagorichino und Lesnovo gehört die Trommel zur Szene „Die Verspottung Christi“ nach (Mt 27,27-30 ), deren Ikonographie auf ein Evangeliar aus dem 11. Jahrhundert zurückgeht. Die Bibelstelle erwähnt keine Musikinstrumente und auch auf dem gleichnamigen Gemälde von Matthias Grünewald um 1504 sind keine Instrumente abgebildet, aber ab Ende des 13. Jahrhunderts findet sich die Szene auf Fresken in Kirchen auf dem Balkan mit Christus, Soldaten, Musikern und Narren in unterschiedlichen Kompositionen. Vor allem die Anzahl und Anordnung der Trommeln und Blasinstrumente variiert beträchtlich. Ein wiederkehrendes Element sind zwei Trompeten symmetrisch über dem Kopf von Christus. In Bogoroditsa Peribleptos sind Trommel und Zymbel beidseits der Christusfigur angeordnet, während auf dem Fresko von Staro Nagorichino die Trommler zusammen mit einem Blasinstrument sich auf einer Seite zu einem Ensemble formieren. In beiden Fällen besitzt die Trommel eine W-Verschnürung, in der etwas später ausgemalten Kirche von Lesnovo (1345) ist bei der Illustration von Psalm 150 eine Trommel mit zwei parallelen Schnarrsaiten und einer X-förmigen Verschnürung zu sehen. Der möglicherweise älteste literarische Beleg für die Anwesenheit von Roma auf dem Balkan wird ins Jahr 1348 datiert, als der serbische König Dušan regierte. Darin ist von c’ngar’ genannten Handwerkern im Kloster von Prizren die Rede. Hinzu kommen andere Quellen, die ebenfalls für die Ausbreitung von Roma in Thrakien in dieser Zeit sprechen.
Fresken, auf denen eindeutig eine zurna (oder zurla) erkennbar ist, sind weder in Thrakien noch überhaupt aus dem 14. Jahrhundert überliefert, sondern erst kurz vor Ende des 15. Jahrhunderts im Fürstentum Moldau. In den Fresken ab Ende des 15. Jahrhunderts ist eine veränderte Haltung des Trommelspielers zu erkennen. Er hält nun anstelle eines geraden Schlägels einen festen gekrümmten Stab in der rechten Hand und anstatt mit der bloßen linken Hand zu schlagen verwendet er einen dünnen Rohrstock zwischen Daumen und Zeigefinger. Damit rücken die christlichen Trommelabbildungen in die Nähe militärischer Darstellungen in islamischen Manuskripten, wie sie spätestens ab Ende des 14. Jahrhunderts vorkommen. Offenbar war nun der Anblick der osmanischen Militärkapellen Mehterhâne auf dem Balkan geläufig geworden. Das außerhalb der osmanischen Einflusssphäre gelegene Fürstentum Moldau war Ende des 15. und Anfang des 16. Jahrhunderts in militärische Auseinandersetzungen mit dem Osmanischen Reich verwickelt, bis es 1512 gegenüber der Hohen Pforte tributpflichtig wurde. Die Fresken in der Kirche des moldauischen Ortes Bălinești (Kreis Suceava) entstanden zwischen 1500 und 1511, als es intensive Kontakte mit den Türken gab. Gabriela Ilnitchi (2007) vermutet, dass die Szene von der Verspottung Christi als eine Art Annäherung an die osmanische Großmacht mit orientalischen Bildinhalten ausgestattet wurde. Diese Bildkomposition von Bălinești mit Mehterhâne-Musikinstrumenten (davul, zurna und Trompete) wurde wenig später unter der Herrschaft von Petru Rareș in anderen moldauischen Kirchen übernommen, darunter 1535 im Kloster Humor und 1541 im Kloster Arbore.
Südlich der Donau wird ab Anfang des 17. Jahrhunderts die Verspottung Christi nicht mehr mit einem Mehterhâne-Ensemble illustriert, sondern mit einem Instrumentalduo bestehend aus davul und zurna, etwa 1622 im serbisch-orthodoxen Kloster Pustinja bei Valjevo und in den 1630er Jahren in Stragari (Bezirk Šumadija). Das Fresko in Pustinja ist bemerkenswert, weil es eine der ältesten, deutlich erkennbaren Darstellungen des heute üblichen Ensembles aus zwei Kegeloboen und einer Trommel abbildet. Die auf Schulterhöhe mit dem Schallbecher leicht nach oben gehaltene Kegeloboe und die an einem Riemen von der linken Schulter herabhängende Trommel stellen ebenso die heutige Spielpraxis dar. Das davul-zurna-Ensemble spielt auf den Fresken nicht nur zum Zweck der Verächtlichmachung Christi, sondern auch bei einem positiven Anlass, der Hochzeit zu Kana, beispielsweise auf einem Wandbild vom Ende des 16. Jahrhunderts im Kloster Morača in Montenegro oder an anderen Orten bei der Darstellung von Psalmen zum Lob Gottes. Zeitgenössische osmanische Abbildungen zeigen entsprechende davul-zurna-Ensemble bei festlichen Anlässen. Diese kulturübergreifende musikalische Übereinstimmung bestätigt der Bericht eines anonymen deutschen Reisenden, der bei der Hochzeit der Tochter des moldauischen Fürsten Vasile Lupu 1652 erlebte, dass der Bräutigam mit „militärischer und anderer Musik besonders der von Türken und Zigeunern (țigani)“ empfangen wurde. Zu späterer Stunde hätten die Damen in den Gemächern der Braut zur Musik der Zigeuner getanzt.
Eine Zylindertrommel mit W-Schnürung ist in der Handschrift Kitāb fī maʿrifat al-Hiyal al-handasīya von 1206 des arabischen Autors al-Dschazarī abgebildet. Die überlieferte Darstellung stammt aus dem 14. Jahrhundert und zeigt Musikanten mit zwei Langtrompeten (buq), einer kleinen Kesseltrommel (naqqara), einem Paarbecken (kasat) und einer Zylindertrommel (tabl). Derselbe Trommeltyp mit W-förmiger Verschnürung ist in dem 1723 erschienenen Bildband Gabinetto armonico pieno d’instrumenti sonori des Italieners Filippo Bonanni unter dem Titel Tamburro sonato dal Turco enthalten. Im 18. Jahrhundert hieß dieser Trommeltyp in Europa „Türkische Trommel“.
In Bosnien und Herzegowina wurde eine der tapan entsprechende Zylindertrommel mit einer Schnarrsaite namens bubanj in vorosmanischer Zeit an den Fürstenhäusern mit Kegeloboen und Trompeten zusammen gespielt. Die früher auch solistisch zur Verbreitung von Nachrichten verwendete bubanj ist in Bosnien und Herzegowina bis heute nur unter diesem Namen bekannt und weit verbreitet. Bubanj na derdinu heißt eine Stieltrommel (zweifellige Rahmentrommel), die mit einem Schlägel in einer Hand geschlagen wird.

## Etymologie
Die Etymologie von tupan ist unsicher. Das Wort wird häufig über das altkirchenslawische tompanu auf Latein tympanum und Altgriechisch tympanon (τύμπανον, eine Rahmentrommel, von tuptein, „schlagen“) zurückgeführt. Hierzu gehören das althochdeutsche timpana und das italienische timpano („Pauke“, Plural timpani). In der englischen Literatur kommt timpan ab Anfang des 13. Jahrhunderts vor.

## Bauform

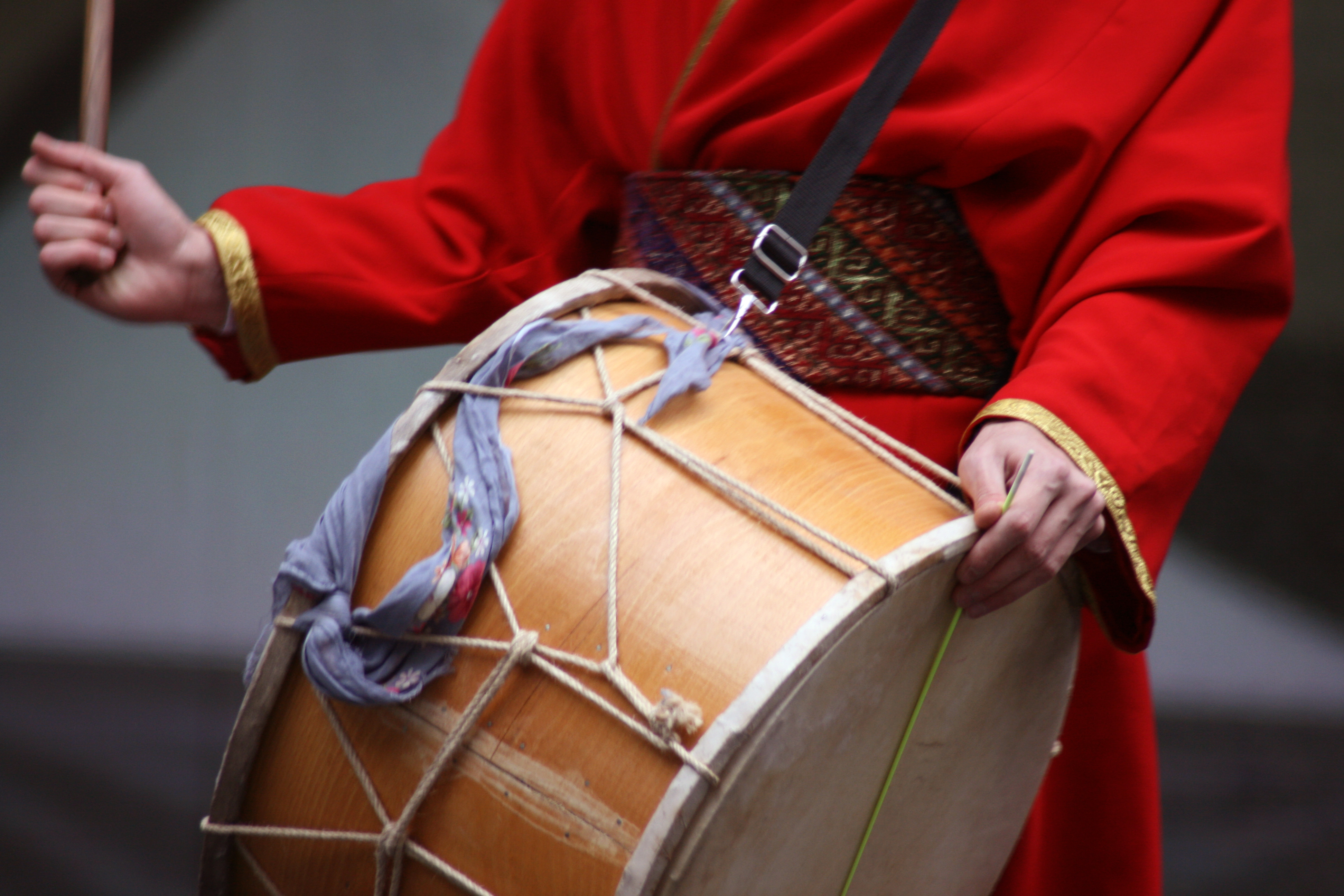
Eine davul bei einer türkischen Kulturveranstaltung in Chicago. Das Tuch dämpft die Schläge auf der tiefen Membran.

In Bulgarien ist die tápan auch als topan, toba oder daul bekannt, im Osten Serbiens als tupan, ansonsten in den ehemaligen Ländern des früheren Jugoslawien als goch und in Griechenland als daoúli. Ihr zylindrischer Korpus besteht aus einem ausgehöhlten Holzstamm oder einem kreisförmig gebogenen Holzstreifen. Die Rahmenhöhe ist in Bulgarien mit 25 bis 35 Zentimetern geringer als der Durchmesser von 40 bis 60, in Ausnahmefällen bis 80 Zentimetern. Nach ihrer Herkunft von den Militärtrommeln zählt die tapan gemäß der Hornbostel-Sachs-Systematik unabhängig von ihren Abmessungen zu den Zylindertrommeln. Die griechisch-nordmazedonische daouli hat Durchmesser zwischen 40 und 100 Zentimeter, während auf den griechischen Inseln ein kleinerer Typ mit Schnarrsaiten unter den Namen toumbí, toumbaneli oder gbanéli vorkommt.
Die beiden Membrane aus Ziegen-, Schaf- oder einer anderen Tierhaut sind über Spannringe gezogen und diese werden mit Hanfschnüren W-förmig gegeneinander verspannt. Die W-Schnürung ist die einfachste Art der Verspannung. Durch eine mittige Verbindung kann die Verschnürung fester gezogen werden, bis eine Y-Schnürung entsteht. Es kommen weitere sekundäre Verschnürungen quer über den Korpus vor, die zu einem unregelmäßigen Muster führen. Bei der serbischen goch besteht der Korpus üblicherweise aus Walnussholz und die höher klingende der beiden Membrane auf der linken Seite aus Ziegenhaut. Die tiefer tönende Membran rechts wird bei der goch aus einer dickeren Schaf-, Kalb- oder Eselhaut hergestellt. Die Tonhöhendifferenz der beiden Felle beträgt allgemein etwa eine Quinte.
Die tapan hängt an einem Gurt über der linken Schulter des Spielers, der sie mit der linken Hand an der oberen Kante in einer etwas aus der Senkrechte geneigten Position fixiert. Er produziert mit einem festen, an der Spitze verdickten und gekrümmten Holzschlägel (in Bulgarien ukanj, kijak oder tokmak) in der rechten Hand laute Schläge und mit einer dünnen Gerte (in Bulgarien prka, praka, schibalka, schibka) aus Kornelkirsche in der linken Hand weiche Schläge. Falls die tapan mit der altgriechischen Rahmentrommel tympanon namensverwandt sein sollte, so wäre dies die einzige Gemeinsamkeit, denn die Spielweise entspricht einzig der türkischen Tradition. Das Spiel mit zwei unterschiedlich schweren Schlägeln lässt sich von dort aus bis zu einer indischen Tradition zurückverfolgen: Die alte südindische Doppeltrommel pambai wird mit einem gekrümmten Schlägel in der rechten und mit der offenen linken Hand gespielt. Diese Spielweise kommt auch auf den griechischen Inseln bei der toumbí vor.

## Spielweise
Die Kombination aus ein oder zwei Kegeloboen und einer Zylindertrommel ist das vermutlich am weitesten verbreitete Instrumentalensemble in der Volksmusik im Orient einschließlich Nordafrika und auf dem Balkan. Die südosteuropäische Volksmusik wird generell nach ihrer Funktion eingeteilt und entsprechend von professionellen Musikern oder Amateuren gespielt. Die professionellen Volksmusiker in Rumänien heißen lăutar (Plural lăutari). Je nach Region gehören in Rumänien zwischen mindestens die Hälfte und fast alle professionelle Musiker zur Minderheit der Roma. Einen entsprechenden Einfluss übten Romamusiker auf die Musik des gesamten Balkan aus, wo sie manche Volksmusikstile, insbesondere die tapan-zurla-Musik, praktisch als einzige pflegten. Beispielsweise spielten sie in der Vojvodina bis in die 1930er Jahre vor allem Violine und Sackpfeife, später übernahmen sie das Genre der ungarischen Roma-Zupforchester mit diversen tamburicas. Die Volksmusik Nordmazedoniens wird – beispielhaft für die benachbarten Regionen – nach ihrem Verwendungszweck eingeteilt in 1) Hirtenmusik mit allen Arten von Flöten, 2) Unterhaltungsmusik auf dem Marktplatz mit der Langhalslaute tambura, 3) Begleitung epischer Gesänge mit der dreisaitigen Streichlaute kemene (verwandt mit gadulka und kemençe) und 4) Musik für Hochzeiten und sonstige Feiern mit zurla, tapan, gajda und der Rahmentrommel dajre.

### Nordmazedonien

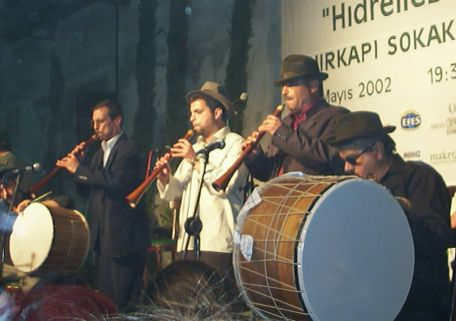
Roma-Band mit davul und zurna bei einer Feier an Hıdırellez (türkisches Frühlingsfest) in Istanbul

Die tapan- und zurla-Spieler von Nordmazedonien sind in ihrer überwiegenden Mehrheit Roma, die sesshaft in oder in der Nähe von Städten leben, vor allem im außerhalb von Skopje gelegenen Stadtviertel Šuto Orizari. Roma-Frauen pflegen eine Gesangstradition (begleitet von der Rahmentrommel dajre) und der größte Teil der Männer spielt zumindest eine Zeit lang versuchsweise Flöte oder Sackpfeife. Am gemeinschaftlichen Musizieren nehmen die tapan- und zurla-Spieler nicht teil, weil sie stets als professionelle Musiker auftreten und ihre Tätigkeit als Einkommensquelle verstehen. Es ist ein reiner Männerberuf, der in den Familien tradiert wird. Bei einem Ensemble aus zwei zurla (in Nordmazedonien surla) und einer tapan, das zur Begleitung von Rundtänzen spielt, folgt der Trommler den Schritten des ersten Tänzers, während sich die beiden Bläser am Rand aufhalten. Der Trommler gibt zunächst den Rhythmus vor, dann setzt der führende zurla-Spieler mit der Melodie ein. Ihm folgt der zweite zurla-Spieler, der einen Bordunton beisteuert. Gelegentlich spielen beide Bläser die Melodie unisono, im Oktav- oder im Terzabstand.
Der Trommelspieler (tapandija) nimmt zwischen den Musikstücken vom Publikum Geld entgegen, das er in seine Tasche steckt und nach der Aufführung an seine Mitspieler verteilt. Die Einnahmen bei solchen Veranstaltungen hängen stark von der Bekanntheit der Musiker ab. Bei einer mazedonischen Hochzeit kann für die Musiker der Wochenlohn eines Arbeiters zusammenkommen. Geringer fällt die Gage bei Hochzeiten der kleineren Bevölkerungsgruppen aus (Albaner, Roma, Walachen). Besonders für muslimische Roma sind tapan-zurla-Ensembles bei Hochzeiten und religiösen Festen unverzichtbar. Sie haben eine rituelle Funktion am Henna-Abend der Braut, verkünden die Ankunft eines Gastes und spielen an Đurđevdan, dem Frühlingsfest am 6. Mai (Romani ederlezi). Daneben treten Roma (wie Mazedonier) in Ensembles mit Klarinette, Akkordeon, Gitarre und Violine auf (in der Nachfolge der osmanischen chalgija-Ensembles vom Anfang des 20. Jahrhunderts). In den 1930er Jahren soll es in Skopje über 20 feste Musikgruppen (društva) bestehend aus zwei zurla- und einem tapan-Spieler gegeben haben. Timothy Rice (1982) beobachtete um 1980 feste tapan-zurla-Ensembles nur noch unter Amateuren oder bei Angestellten des Rundfunks, ansonsten kümmerte sich jeder Musiker selbst um die Auftraggeber für seine Auftritte und spielte in wechselnden Besetzungen. Wenn Politiker zu Wahlkämpfen ein Dorf besuchen oder politische Aufmärsche stattfinden, kündigen bevorzugt tapan-zurla-Ensembles das Ereignis an.
Romamusiker müssen ein umfangreiches Repertoire traditioneller Lieder für Auftritte bei Hochzeiten, Beschneidungen und religiösen Feiern (Bayram) der verschiedenen Volksgruppen sowie an nationalen Feiertagen beherrschen. Die tapan- und zurla-Spieler interpretieren die bekannten Lieder und verzichten auf eigene Kompositionen. Unterschieden wird zwischen Liedmelodien und Tanzstücken. Letztere halten einen bestimmten, konstant schnellen Rhythmus durch, während Lieder aus einer Folge von unterschiedlichen Rhythmen mit einigen lang gehaltenen Tönen dazwischen bestehen. Auf die vielfach wiederholten melodischen Phrasen folgt hierbei eine freirhythmische Improvisation der Kegeloboe über den durchlaufenden Trommelschlägen, während das zweite Blasinstrument einen Bordunton hält. Die Tanzrhythmen sind häufig im 2/4- oder 7/8-Takt (3 + 2 + 2). Im Westen und Südwesten von Nordmazedonien sind Tänze mit 12/8 (3 + 2 + 2 + 3 + 2) Takten üblich. Bei anderen Tänzen kommen längere asymmetrische Zählzeiten vor, wie sie etwa in der bulgarischen und albanischen Volksmusik und in der Westtürkei (aksak) verbreitet sind. Im Zusammenspiel einer oder mehrerer, beidseitig geschlagener Trommeln mit Blasinstrumenten entstehen polyrhythmische Muster. Neben metrischen gibt es freirhythmische Improvisationen, die mane (von griechisch amanedes, eigentlich eine auf osmanische Musik zurückgehende Liedgattung, vgl. den rumänischen Musikstil manele) heißen.
Neben tapan-zurla-Ensembles treten bei Dorffesten Sackpfeifenspieler oder Ensembles mit tapan, zwei Klarinetten und Akkordeon auf. Diese traditionellen Ensembles stehen in Konkurrenz mit halbprofessionellen Dorfmusikern oder professionellen Romamusikgruppen, die Tanzmusik mit Klarinette, Saxofon, Trompete, Akkordeon oder Keyboard und Schlagzeug spielen. Seit den 1980er Jahren verbreitet sich Turbo-Folk. Ein Beispiel für eine größere Besetzung eines traditionellen Ensembles ist das Volksmusikorchester von Radio Skopje (Naroden orkestar na Makedonska Radio Televizija), das unter Leitung von Pece Atanasovski (gajda) in einer Aufnahme um 1978 mit drei Hirtenflöten (kaval), fünf Langhalslauten (tambura) und einer tapan zu hören ist. Das Orchester begleitete bekannte Sänger bei Rundfunkaufnahmen und wirkte vorbildhaft auf andere Musikgruppen, die ein modernes Arrangement traditioneller Volksweisen anstrebten.
Eines der beliebtesten Feste der orthodoxen Kirchen ist der Lazarus-Samstag, an dem in den Ländern des Balkans einschließlich Griechenland eine Prozession von traditionell gekleideten Mädchen durch die Straßen stattfindet. Das Fest heißt auf Serbisch lazarice, auf Bulgarisch lasaruwane (лазаруване) und in Nordmazedonien je nach Region lasarki (lazarki, лазарки), lasarinki oder ähnlich. Die Mädchen singen rituelle Lieder, während sie sich bewegen und von Haus zu Haus ziehend ihren Segen verteilen. Dafür erhalten sie von den Familien Geschenke (Essen, Kleidung, Geld). Nachdem sie einige Lieder gesungen haben, tanzen sie einen Horo (Kreistanz) zur Begleitung von Sackpfeife (gajda) und tapan. Das Ritual, dessen kultische Bedeutung praktisch nicht mehr bekannt ist, wird heute mancherorts in Nordmazedonien als Folkloreveranstaltung professionell von singenden und dajre spielenden Romafrauen aufgeführt.

### Bulgarien
In Bulgarien ist die tapan die am weitesten verbreitete Trommel des Landes und eignet sich wegen ihres lauten Tons besonders für Aufführungen im Freien. Andere Trommeln sind die einfellige Bechertrommel tarambuka (entspricht der darabuka) und die Rahmentrommel daire, die leiser klingen, weil sie mit den Händen geschlagen werden und daher mehr zur Gesangsbegleitung in Räumen dienen. Die tapan kommt vor allem im Südwesten bei Dorffeiern und Festen an den Gedenktagen orthodoxer Heiliger vor. Ein Charakteristikum der bulgarischen Volksmusik sind die asymmetrischen, zusammengesetzten Taktarten, von denen 7/8- und 9/8-Takte am häufigsten vorkommen.
Im Strandscha-Gebirge in Südostbulgarien wird in einer christlich-orthodoxen Zeremonie, die vermutlich auf antike Kulte zurückgeht, ein Tanz auf glühender Asche aufgeführt, der sich nestinarstwo (нестинарство) nennt. Die Zeremonie findet an bestimmten christlichen Feiertagen statt und wurde bis 1912 in vielen bulgarischen und griechischen Dörfern in Thrakien am Jahrestag des örtlichen Schutzpatrons ausgerichtet. Heute beschränkt sich die Aufführung auf das Dorf Balgari und einige Dörfer in dessen Umgebung. Die Tänzer und Tänzerinnen bewegen sich abends auf der heißen Asche zur Begleitung von Liedern und halten die als wundertätig verehrten Ikonen des Heiligen Konstantin oder der Heiligen Helene in den Händen. Eines der Lieder, genannt nestinárka, vermag bei den Akteuren und den übrigen Anwesenden eine Trance auszulösen. Begleitet werden sie von Sackpfeife und tapan.
Im Popmusikstil Tschalga (чалга) wird der elektronische Sound durch Volksmusikinstrumente wie gajda, zurna und tapan angereichert, wenn auch manchmal nur als elektronisch nachgeahmter Klang. Entsprechend sind die gut verdienenden, modernen Ensembles, die bei Hochzeiten spielen, mit E-Gitarre, E-Bass, Klarinette, Saxofon und Synthesizer ausgestattet.

### Serbien
In Serbien entstanden vermutlich nach dem Ersten Weltkrieg Blechbläserensembles (serbisch bleh-orkestri oder bleh-muzika), die heute aus fünf bis zehn Mitgliedern bestehen, die typischerweise drei Flügelhörner, ebenso viele Euphonien, eine Tuba und eine große Trommel mit aufmontiertem Becken verwenden. Die Walachen im Osten Serbiens spielen in kleinerer Besetzung mit einer Klarinette, einer Trompete und einer Trommel. Seit den 1970er Jahren erlebt die serbische Blechmusik eine steigende Popularität, befördert durch das in Westserbien stattfindende Festival Zlatna Truba („Goldene Trompete“), über das in den Medien breit berichtet wird. Praktisch dieselben Instrumente verwenden auch die serbischen Roma. Besonders im Süden des Landes spielen die Roma Klarinetten, tapan und die Bechertrommel tarabuka ebenso wie tapan und zurla.

### Griechenland und Albanien

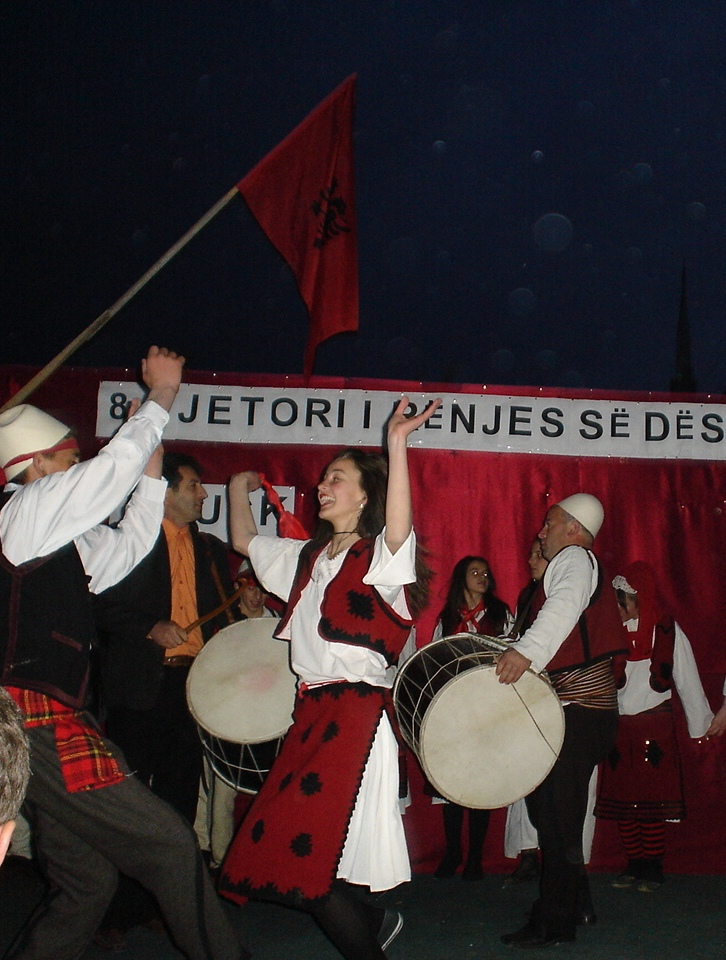
Albanischer Volkstanz

In Griechenland und Albanien werden Romamusiker Yiftoi (von griechisch eyiftoi, „Ägypter“) genannt. Die Yiftoi galten in osmanischer Zeit in Griechenland als die Musiker schlechthin und sie pflegen bis heute nahezu als einzige die davul-zurna-Tradition. In Griechenland heißt die zweifellige große Trommel daouli (νταούλι) und die Kegeloboe zournas (zurna, Plural zurnades). Neben dem Zusammenspiel der beiden Instrumente begleitet die griechische daouli die thrakische Fiedel lyra bei den Vorführungen der Anastenarides (Feuerläufer) in Nordgriechenland.
In Albanien wird die Trommel daullja (daullë), lodra (lodër), lodërti oder tupan und die Kegeloboe surla (surlë), curla oder zurla genannt. Die Militärkapelle Mehterhâne war in osmanischer Zeit ein Privileg der Paschas und auch der albanische Herrscher Ali Pascha Tepeleni (um 1741–1822) besaß eine solche Kapelle. Den Berichten von Reisenden zufolge spielten im 18. Jahrhundert Yiftoi-Musiker zur Unterhaltung des Paschas. Der englische Archäologe Richard Chandler berichtet in Travels in Greece (London, 1776) über ein Fest, bei dem ein Trommel-Oboen-Ensemble zum Tanz aufspielte. Die große Trommel wurde wie heute mit einem großen Schlägel, der an der Spitze verdickt war, und zugleich auf der anderen Seite mit einem dünnen Stab geschlagen. Derartige Schilderungen zeigen, dass sich die mit den Roma aus Asien gekommene davul-zurna-Tradition im Osmanischen Reich im Umfeld der Militärkapellen verbreitete und auch nach Auflösung der Janitscharen 1826 beibehalten wurde. Daneben gehört seit osmanischer Zeit noch ein anderer Ensembletyp namens koumpaneia (in Südalbanien saze) zur Musiktradition der Roma. Dieses Ensemble setzt sich aus Klarinette, Akkordeon, Saiteninstrumenten und der Rahmentrommel defi oder der Bechertrommel toumbeleki (oder deblek) zusammen und drängt seit den 1990er Jahren Trommel-Oboen-Ensembles in den Hintergrund.